# Vincenzo Feoli
Vincenzo Feoli (Roma, 1750 – Roma, 1831) è stato un incisore italiano.

## Biografia
Feoli fu un valente traduttore di disegni topografici, architettonici e archeologici, la cui capacità professionale sembra essere stata riconosciuta dai contemporanei. Egli, infatti, incise tavole illustrative per i principali progetti editoriali della sua epoca. Le sue prime opere oggi note risalgono ai primi anni del decennio 1790-1799, quando egli dovrebbe aver avuto oltre 40 anni. Ciò ha indotto Rossella Leoni a posticipare la data della sua nascita di circa dieci anni.
Attorno al 1790 il Feoli incise ventiquattro grandi tavole raffiguranti con precisione e grandiosità le nuove sale del Museo di antichità dei Vaticano (Museo Pio-Clementino), radicalmente rinnovato da Pio VI e celebrato con un catalogo in sette volumi ad opera di Giovanni Battista ed Ennio Quirino Visconti (Roma 1785-1807). Talvolta il Feoli è anche autore del disegno, altrimenti opera di  F. Muccinelli o F. Costa.
Particolarmente importanti e numerose furono le tavole di carattere archeologico e documentario, realizzate spesso per collaborare con Carlo Fea, il principale rappresentante della cultura antiquariale pontificia.  Nel 1804 il Feoli incise per lui una grande pianta archeologica degli scavi di Ostia, che erano stati diretti dal Fea per conto di Pio VII, riproducendo un disegno di Giuseppe Verani, il pittore di corte del re di Sardegna, Vittorio Emanuele I, allora in esilio a Roma.
Egli collaborò, inoltre, ripetutamente con Giuseppe Valadier, di cui nel 1806 incise un'immagine di Ponte Milvio. Essa servì per illustrare il frontespizio dei primi cinque volumi delle Memorie enciclopediche romane sulle belle arti, antichità..., di A. Guattani. Poco dopo il Feoli contribuì all'opera più importante del Valadier: Progetti architettonici per ogni specie di fabriche in stile ed usi diversi, inventati dall'architetto camerale Giuseppe Valadier ... disegnati da Luigi Valadier figlio ... incisi e pubblicati da Vincenzo Feoli, (Roma 1807). Nel quadro della collaborazione con Fea e Valadier furono realizzate anche le tavole che illustrano i sette fascicoli della Raccolta delle più insigni fabbriche di Roma antica ... (Roma 1810-1826). 
Feoli contribuì alla riedizione, realizzata da Carlo Fea nel 1822, dell'importante opera antiquaria del Desgodetz  (Gli edifici antichi di Roma... traduzione con note e il testo originale a lato, Roma MDCCCXXII), reincidendo le stesse tavole dei volumi francesi. Le informazioni, invece, raccolte con gli scavi ordinati da Pio VII furono illustrate nel Supplemento all'opera sugli edifizi antichi di Roma dell'architetto Desgodetz, pubblicato da L. Canina (Roma 1843, pp. 5 s.).
Altre tavole antiquarie del Feoli, riguardanti siti archeologici del Lazio, furono pubblicate nel 1809 nel diario di viaggio Viaggio compiuto in alcune città del Lazio che diconsi fondate dal re Saturno di Marianna Candidi Dionigi, mentre nel 1812 collaborò alle quattro tavole con la pianta della villa di Mecenate a Tivoli.
Particolarmente valide e importanti furono le tavole di restituzione dei siti di Pompei, su disegni dell'architetto F. Mazois. Furono pubblicate nei primi due volumi dell'opera (Les ruines de Pompei..., Paris 1824).
Ebbe almeno tre figli: Agostino, divenuto banchiere, Luigi e Caterina.